# Halssinsaari (ö, lat 60,51, long 27,06)
Halssinsaari är en ö i Finland. Den ligger i Finska viken och i kommunen Fredrikshamn i den ekonomiska regionen  Kotka-Fredrikshamn i landskapet Kymmenedalen, i den södra delen av landet. Ön ligger nära Kotka och omkring 120 kilometer öster om Helsingfors.
Öns area är 11,3 hektar och dess största längd är 0,9 kilometer i sydöst-nordvästlig riktning.